# Цветовая дифференциация штанов
Цветовая дифференциация штанов — в художественном фильме «Кин-дза-дза!» и полнометражном мультипликационном фильме «Ку! Кин-дза-дза» — система, позволяющая жителям планеты Плюк демонстрировать свой социальный статус. Заключалась в ношении штанов разного цвета.
В переносном смысле — любая кастовая система, где социальный статус подчёркивается какими-либо внешними атрибутами. Цвет штанов — удачная метафора видимых атрибутов, символов, в которых нуждается власть.
Когда у общества нет цветовой дифференциации штанов, то нет цели! А когда нет цели...

## Цветовая дифференциация штанов
В фильме «Кин-дза-дза!» использовалась следующая классификация штанов:
| Цвет штанов     | Привилегии | Кто имеет право носить | Кто носит в фильме |
| --------------- | --- | --- | --- |
| Голубые штаны   | Личный бассейн (у Господина ПЖ), собственная охрана. Возможно, что имеются и другие привилегии. | Высшая элита Плюка: правитель планеты (возможно, также некоторые высокопоставленные чиновники) и лица, обладающие очень большим количеством КЦ (по сценарию фильма — 3 грамма) | Господин ПЖ, а также VIP-персоны в толпе в сцене «Чемпионат по игре в плюку». В мультипликационном фильме «Ку! Кин-дза-дза» Господин ПЖ голубых штанов не носит. |
| Малиновые штаны | Перед владельцем штанов пацаки и чатлане обязаны приседать (пацак — два раза, а чатланин — один). Кроме того, владельцы малиновых штанов имеют статус неприкосновенности (эцилоппам запрещено их бить по ночам). | Состоятельные жители Плюка, владеющие большим количеством КЦ (по сценарию — 2 грамма)                                                                                          | Мама Господина ПЖ, а также разбогатевший главарь контрабандистов, обманом укравший у землян коробок спичек.                                                      |
| Жёлтые штаны    | Перед владельцем штанов пацаки должны приседать и говорить «Ку» не один, а два раза. | Зажиточные жители Плюка, имеющие 1 грамм КЦ | Карлик |

Помимо перечисленных разновидностей цветных штанов, персонажи фильма носят штаны и некоторых других цветов, однако, являются ли эти штаны символом статуса и дают ли какие-либо привилегии их обладателям — неизвестно.
| Цвет штанов     | Кто носит в фильме |
| --------------- | --- |
| Белые штаны     | Чатланин Уэф, эцилопп-судья (отправивший Уэфа и Би в эцих), эцилопп с намордниками, личный пацак Господина ПЖ. Также в белых штанах любит появляться на голограммах и сам Господин ПЖ, демонстрируя свою любовь к народу. |
| Оранжевые штаны | Усатый пилот-эцилопп, чатланин-диссидент Кырр (автор фразы «пацаки чатланам на голову сели»), трусливый пилот-эцилопп («я сразу на каппу нажал»), пацак Би.                                                               |
| Чёрные штаны    | Главарь контрабандистов (до того, как он разбогател), охранник эциха, толстый чатланин в поезде, некоторые плюкане у колеса обозрения.                                                                                    |
| Серые штаны     | Цан (женщина на тележке), пацак-сторож со змеевиком на голове, некоторые плюкане у колеса обозрения, дядя Вова, Скрипач.                                                                                                  |
| Сиреневые штаны | Подружка разбогатевшего главаря контрабандистов |
| Зелёные штаны   | Разбогатевший однорукий контрабандист, эцилопп в штатском. В книге «Тостуемый пьёт до дна» Георгий Данелия сообщает, что «зелёные штаны — для шушеры».                                                                    |